# Койсалган
Койсалган (каз. Қойсалған) — село в Зерендинском районе Акмолинской области Казахстана. Входит в состав Сельского округа Малика Габдуллина. Код КАТО — 115655680.

## География
Село расположено на юге района, в 20 км на восток от центра района села Зеренда, в 10 км на север от центра сельского округа села Малика Габдуллина.

### Улицы[2]
- ул. им. Малика Габдуллина.

### Ближайшие населённые пункты
- аул Желтау в 7 км на северо-востоке,
- село Енбекбирлик в 8 км на северо-западе,
- село Серафимовка в 9 км на западе,
- село Малика Габдуллина в 10 км на юге.

## Население
В 1989 году население села составляло 9 человек (из них казахов 77%, русских 22%).
В 1999 году население села составляло 51 человек (29 мужчин и 22 женщины). По данным переписи 2009 года, в селе проживал 31 человек (19 мужчин и 12 женщин).
| Численность населения | Численность населения | Численность населения |
| 1989                  | 1999                  | 2009                  |
| --------------------- | --------------------- | --------------------- |
| 9                     | ↗51                   | ↘31                   |

## Известные жители и уроженцы
В селе родился Герой Советского Союза Малик Габдуллин.